# Hưng Thành, Hồ Lô Đảo
Hưng Thành (giản thể: 兴城; phồn thể: 興城; bính âm: Xīngchéng), tên cũ là Ninh Viễn (宁远) là một thành phố cấp huyện trực thuộc địa cấp thị Hồ Lô Đảo, tỉnh Liêu Ninh, Trung Quốc. Dân số đô thị của thành phố xấp xỉ 140.000 người và trung tâm đô thị nằm trên bờ bắc của Bột Hải. Thành phố có một thị trấn từ thời nhà Minh được bảo tồn tốt nhất tại Trung Quốc, ngoài ra thành phố còn là một địa điểm nghỉ dưỡng.

### Nhai đạo
| - Cổ Thành (古城街道) - Ninh Viễn (宁远街道) - Điếu Ngư Đài (钓鱼台街道) - Thành Đông (城东街道) | - Ôn Tuyền (温泉街道) - Tứ Gia Đồn (四家屯街道) - Hoa Sơn (华山街道) |

### Trấn
- Đông Tân Trang (东辛庄镇)
- Sa Hậu Sở (沙后所镇)
- Quách Gia (郭家镇)
- Tào Trang (曹庄镇)

### Hương
- Song Thụ (双树乡)
- Cúc Hoa Đảo (菊花岛乡)

### Hương dân tộc
Hưng Thành có 15 hương dân tộc, tất cả đều là hương dân tộc Mãn:
| - Đại Trại (大寨满族乡) - Tam Đạo Câu (三道沟满族乡) - Nguyên Đài Tử (元台子满族乡) - Bạch Tháp (白塔满族乡) - Cựu Môn (旧门满族乡) | - Dương An (羊安满族乡) - Lưu Đài (刘台子满族乡) - Hồng Nhai (红崖子满族乡) - Nam Đại Sơn (南大山满族乡) - Dược Vương (药王满族乡) | - Cao Gia (高家岭满族乡) - Hải Tân (海滨满族乡) - Vọng Hải (望海满族乡) - Kiềm Xưởng (碱厂满族乡) - Vi Bình (围屏满族乡) |